# Petra Wagner (Sportwissenschaftlerin)
Petra Wagner (* 1967) ist eine deutsche Sportwissenschaftlerin und Hochschullehrerin.

## Leben
Wagner schloss ihr 1985 begonnenes Studium an der Deutschen Hochschule für Körperkultur (DHfK) 1989 mit der Diplomarbeit zum Thema „Streßbewältigung – Modifikation und Überprüfung eines diagnostischen Verfahrens zur Erfassung von Coping“ ab. Zwischen 1989 und 1992 war sie erst an der DHfK, dann an der Justus-Liebig-Universität Gießen als wissenschaftliche Mitarbeiterin tätig. 1993 trat Wagner am Institut für Sportwissenschaft der Technischen Universität Darmstadt bei Roland Singer eine Stelle als wissenschaftliche Mitarbeiterin an, welche sie bis 2001 innehatte. In dieser Zeit schrieb sie ihre Doktorarbeit, die 1998 angenommen wurde. Das Thema der Arbeit lautete „Determinanten der Aufrechterhaltung sportlicher Aktivität von Erwachsenen in gesundheitsorientierten Sportprogrammen“. 1999 wurde Wagner von der Arbeitsgemeinschaft für Sportpsychologie mit dem Karl-Feige-Preis ausgezeichnet und erhielt im selben Jahr den Wissenschaftspreis der Europäischen Konföderation für Gesundheit und Sport (CESS).
Im Jahr 2001 arbeitete sie am Institut für Sportwissenschaft der Universität Wien als wissenschaftliche Mitarbeiterin, zwischen 2002 und 2005 war Wagener wissenschaftliche Assistentin beziehungsweise Oberassistentin am Institut für Sportwissenschaft der Universität Bayreuth. Wagner übte von April 2006 bis September 2007 das Amt der Vertretungsprofessorin für Sportwissenschaft an der Technischen Universität Kaiserslautern aus und war hernach von 2007 bis 2009 an derselben Hochschule ordentliche Professorin für Sportwissenschaft mit dem Schwerpunkt Sozialwissenschaften. 2008 legte sie nach der Geburt ihres Sohnes eine neunmonatige Elternzeit ein. 2009 wurde sie Professorin für Gesundheits- und Rehabilitationssport an der Universität Leipzig und Leiterin des Instituts für Gesundheits- und Rehabilitationssport.
Wagners Forschungsschwerpunkte umfassen das Themengebiet „körperliche Aktivität, körperliche Leistungsfähigkeit und Gesundheit“, Prävention und Gesundheitsförderung, der Sport mit übergewichtigen Kindern sowie Sport- und Bewegungsverhalten.